# Jakobsweg Burgenland
Der Jakobsweg Burgenland ist ein rund 55 Kilometer langer, überwiegend im Burgenland und teilweise in Niederösterreich verlaufender Ast des österreichischen Jakobswegswegenetzes.
Der seit 2013 ab Frauenkirchen beschilderte Weg nimmt in Halbturn eine aus Ungarn heranführende Variante des Jakobsweges auf, verlässt zwischen Neusiedl am See und Bruck an der Leitha das Burgenland und mündet in Haslau-Maria Ellend in den Österreichischen Jakobsweg.

## Beschreibung
Ausgangspunkt des Jakobswegs Burgenland ist die Basilika Frauenkirchen. Der Weg führt zunächst nach Osten, dann nach Norden bis Halbturn und weiter über Mönchhof, Gols, Weiden am See und Neusiedl am See bis zur burgenländisch-niederösterreichischen Grenze. In Niederösterreich führt der Weg vorbei an der Vitus-Kapelle  bei Parndorf und Bruckneudorf nach Bruck an der Leitha und Göttlesbrunn-Arbesthal sowie weiter bis zum Wallfahrtsort Maria Ellend. Dort findet der Weg Anschluss an den österreichischen Jakobsweg. 
Sehenswürdigkeiten entlang des Pilgerweges sind insbesondere das Barockschloss Halbturn, die Kellergasse in Gols, die Jakobskirche Gols, die Jakobsstatue am Fuß des Kalvarienbergs von Neusiedl, die Stadtpfarrkirche zu den Heiligen Nikolaus und Gallus im Zentrum von Neusiedl und die nachgebaute Lourdesgrotte bei Maria Ellend. Die Strecke hat nur wenige leichte Steigungen und bietet einen Panoramablick über den nördlichen Teil des Seewinkels und des Neusiedler Sees. Der höchste Punkt liegt auf 268 m ü. A., der tiefste auf 118 m ü. A.

## Vernetzung mit Pilgerrouten und Weitwanderwegen
- Der Jakobsweg Burgenland nimmt in Halbturn den Jakobsweg Ungarn[5] auf und mündet in Maria Ellend in den Österreichischen Jakobsweg.
- Die Hauptroute des Marienweges Mária út[6] berührt den Jakobsweg Burgenland bei Frauenkirchen, der Pilgerweg Neusiedlersee bei Frauenkirchen und bei Gols, ebenso der Europäische Fernwanderweg E4 und der Ostösterreichische Grenzlandweg 07.
- Der Jakobsweg Burgenland nutzt den Burgenland Weitwanderweg vom Kalvarienberg bei Neusiedl am See bis an das westliche Stadtende.
- Der Marc-Auriel-Rundwanderweg 999 wird kurz bei Neusiedl am See und bei Bruck an der Leitha tangiert, der Zentralalpenweg 02 bei Neusiedl am See und der niederösterreichische Landesrundwanderweg und der Sultans Trail bei Bruck an der Leitha.

## Entstehungsgeschichte
Der Jakobsweg Burgenland geht auf eine Initiative von Franz Renghofer, Obmann des Vereins der Freunde des Kalvarienbergs Neusiedl am See, zurück. Dieser Verein ließ eine desolate Jakobsstatue vom städtischen Friedhof Neusiedl am See restaurieren und am Fuß des Kreuzweges auf den Kalvarienberg aufstellen. Gleichzeitig entstand die Idee für einen ersten beschilderten burgenländischen Jakobsweg.
Das Projekt ist Teil des 2009 Interreg IIIA Projektes mit der Bezeichnung „Eine Reise weit zu mir“, das sich mit Pilgerwegen und Wallfahrtsorten im Burgenland beschäftigt und über das Projekt Pilgrimage AT-HU auch eine grenzüberschreitende Vernetzung ermöglicht.